# VR-Bank Landshut Arena
Die VR-Bank Landshut Arena (vormals Fanatec Arena, Städtische Eissporthalle Landshut, Eisstadion am Gutenbergweg) ist eine Eissporthalle in der niederbayerischen Hauptstadt Landshut. Der Gebäudekomplex besteht neben der Eishalle für den Profisport aus einer zweiten Eisfläche, einem ausgedehnten Kegelbereich sowie dem Verwaltungsbau im Norden des Gebäudes. Hauptnutzer des Stadions ist der EV Landshut mit seinen Jugendmannschaften sowie seiner in eine GmbH ausgelagerten Profiabteilung, die seit 2019 erneut in der DEL2 spielt.

## Geschichte
Obwohl die Geschichte des Eishockeysports in Landshut bis in die 1930er-Jahre zurückreicht, gab es in Landshut bis 1957 keine Kunsteisbahn. Mit dem Aufstieg des EV Landshut in die Oberliga wurde jedoch eine witterungsunabhängige Trainings- und Spielstätte notwendig. Aus diesem Grund erfolgte im Frühling 1957 die Grundsteinlegung des Kunsteisstadions Landshut an seinem heutigen Ort am Gutenbergweg neben dem Isarufer. Bereits im Spätherbst desselben Jahres war ein Großteil der Arbeiten abgeschlossen, so dass am 10. November die Eröffnung des Stadions gegen den EC Kitzbühel vor 5000 Zuschauern stattfand. Zehn Jahre lang wurde am Gutenbergweg unter freiem Himmel Eishockey gespielt, bevor das Stadion 1967 überdacht und in eine Halle umgebaut wurde. Zu diesem Zeitpunkt war das Eisstadion am Gutenbergweg die erste vereinseigene Eishalle in Deutschland. Zu manchen Spitzenspielen betrug die Zuschauerzahl in dieser Zeit rund 10.000 Besucher. Im Laufe der folgenden Jahre, wurde es für den Verein immer schwieriger, für die hohen Betriebskosten aufzukommen. Deshalb wurde der Komplex im Jahr 1981 von der Stadt Landshut erworben, ein „Nutzungs- und Überlassungsvertrag“ sicherte dem EV Landshut einen geregelten Spielbetrieb.
Mitte der 1980er-Jahre wurde das Stadion von Grund auf saniert und im Zuge des Ausbaus zum „Landesleistungszentrum Eishockey“ des Bayerischen Eissportverbandes (BEV) erfolgte der Bau einer zweiten Eisfläche, die zwar überdacht wurde, jedoch auf drei Seiten offen blieb. Die offizielle Zuschauerkapazität der Halle 1 betrug nach der Sanierung 6750 Plätze, darunter 1600 Sitzplätze. Die Trainingshalle hat nach Angaben der Stadt ein Stehplatz-Fassungsvermögen von 800 Zuschauern. Nachdem Statiker in den späten 2000er-Jahren Mängel an der Dachkonstruktion der zweiten Eishalle festgestellt hatten, wurde einem Betrieb der Halle über die Saison 2010/11 hinaus eine Absage erteilt. Der Stadtrat Landshut stimmte daraufhin Ende Oktober 2010 für die knapp drei Millionen Euro umfassende Generalsanierung der zweiten Eishalle. Die einzigen Bestandteile des Stadions, welche im Zuge des Umbaus nicht ersetzt wurden, sind die Eisfläche selbst sowie die Betonstützen, die auch das neue Dach tragen. Neu errichtet wurden Banden, Beleuchtungs- und Tontechnik, Anzeigen sowie eine Ummantelung der bis dahin auf drei Seiten offenen Fläche. Des Weiteren erfolgte eine Sanierung der Umkleiden. Das Projekt begann im Frühling 2011 und wurde rechtzeitig zur Wintersaison 2011/12 fertiggestellt.
Im Dezember 2010 wurde von Seiten der Stadt Landshut die Stadionkapazität auf nunmehr 4996 Plätze reduziert. Darunter waren 1696 Sitzplätze. Auslöser für die Reduzierung war das Inkrafttreten der neuen Versammlungsstättenverordnung von 2008, die für Stadien mit einer Kapazität von über 5000 Plätzen besondere Vorschriften beinhaltete. Während wichtige Themen wie Lautsprecheranlage, Einsatzzentrale für Polizei und Rettungskräfte oder Kennzeichnung von Rettungswegen keine Probleme für das Eisstadion darstellten, hätte die Verankerung der Wellenbrecher im Stehplatzbereich erneuert werden müssen. Vor dem Hintergrund der zu diesem Zeitpunkt niedrigen Zuschauerzahlen der Landshut Cannibals wurde von dem kostenintensiven Projekt vorerst Abstand genommen. Mit einer Verzögerung wurden die erstmals 2011 geplanten baulichen Veränderungen zur Erhöhung der reduzierten Zuschauerkapazität rechtzeitig zu den Play-offs 2013/14 fertiggestellt. Die Stadt Landshut investierte rund 150.000 Euro in neue Wellenbrecher, Lautsprecheranlage und Polizei-Einsatzzentrale. Damit steigt die maximale Anzahl der Zuschauer wieder auf 6737 (davon 1573 Sitzplätze).
Vor Beginn der Saison 2017/18 sank die Kapazität des Stadions aufgrund von Sicherheitsbestimmungen auf 4.139 Plätze.
Im Januar 2019 wurde entschieden, das Eisstadion Landshut bis 2022 für rund 20 Mio. Euro zu sanieren. Zunächst wurde 2019 die Dachkonstruktion ersetzt, anschließend die Kältetechnik mit energieeffizienter Kälteerzeugung und Abwärmenutzung erneuert, die Eisfläche verkleinert sowie die Lüftungsanlage ersetzt. Zudem wurde die Stehplatztribüne Ost abgerissen und neu errichtet. Im Rahmen der Sanierung stieg die Kapazität von 4139 auf 4448 Zuschauerplätze (inklusiv 1909 Sitzplätze). Letztlich wurden 22,5 Mio. Euro aufgewendet, um das Stadion bis Oktober 2021 komplett zu sanieren. Im Oktober 2021 wurden die Namensrechte für das Stadion für zwei Jahre an die Endor AG verkauft, die mit ihrer Marke Fanatec zum Namensgeber der Fanatec Arena wurde. Seit Juni 2025 heißt das Stadion VR-Bank Landshut Arena.

## Nutzung
Hauptnutzer der Städtischen Eissporthalle Landshut ist zum einen der Eislaufverein Landshut mit seinen zahlreichen Eishockey-Jugendmannschaften, einer Kegelabteilung sowie einer Abteilung für Eiskunstlauf. Zum anderen nutzt die in die EVL Spielbetriebs-GmbH ausgelagerte Eishockey-Profiabteilung des EV Landshut den Gebäudekomplex zu ihren Heimspielen und zu Trainingszwecken.
Da das Stadion das bayerische Landesleistungszentrum für Eishockey ist, zählt der Bayerische Eissportverband (BEV) zu den weiteren wichtigen Nutzern, der verschiedene Turniere und Trainingseinheiten am Gutenbergweg abhält. Des Weiteren steht die Trainingshalle des Komplexes täglich für den öffentlichen Publikumslauf sowie den Schulsport zur Verfügung. Nicht nur im Rahmen der Landshuter Hobbyligen werden die Hallen an verschiedene Eishockeymannschaften vermietet.
Vom 26. Mai bis zum 2. Juni 2007 war die Städtische Eissporthalle Landshut neben der Eis-Arena in Passau einer von zwei Austragungsorten der Inlinehockey-Weltmeisterschaft 2007.
Die Fanatec Arena war vom 23. April bis zum 1. Mai 2022 Hauptspielstätte der Eishockey U18-Weltmeisterschaft.
Vom 8. bis 12. November 2023 fand erstmalig der Deutschland Cup und das parallel laufende 4-Nationen-Turnier der Frauen-Nationalmannschaft in der Fanatec Arena statt.

## Galerie

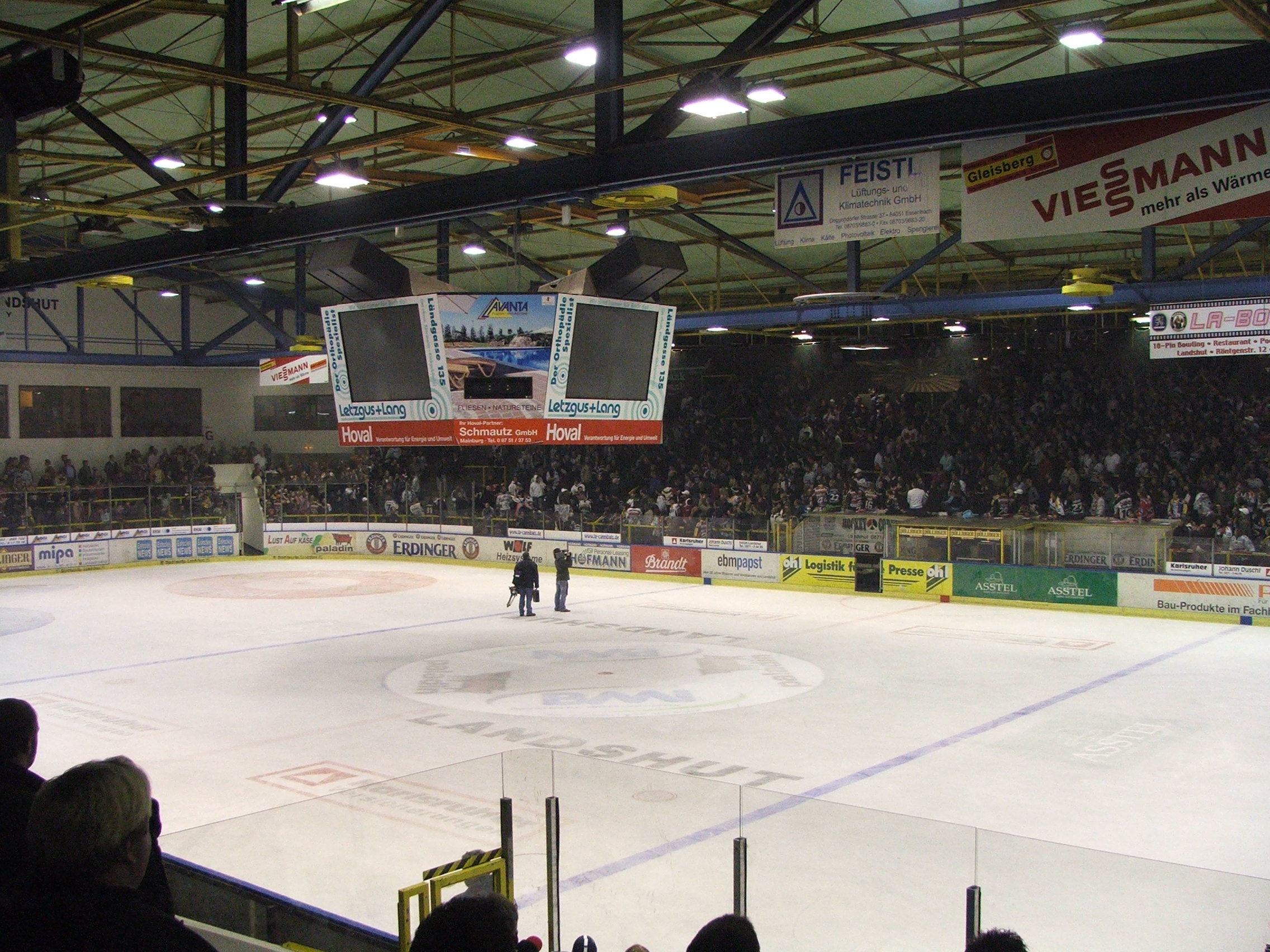
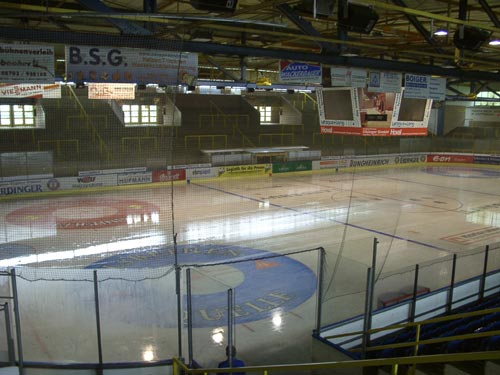
Eisstadion vor einem Spiel
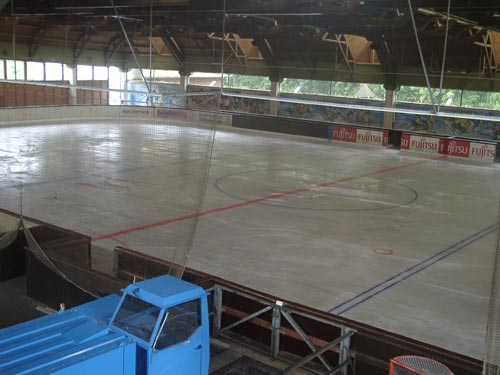
Trainingshalle vor der Sanierung 2011